# Richard Patterson
Pour les articles homonymes, voir Patterson.
Richard Patterson, né en 1963 à Leatherhead dans le Surrey, en Angleterre, est un artiste anglais qui a fait partie des Young British Artists (YBA).

## Biographie
Richard Patterson suit des cours du Watford College of Art and Design de 1982 à 1983. Il obtient un baccalauréat spécialisé en beaux-arts du Goldsmiths College (1983–1986).
L'artiste est actuellement basé à Dallas, au Texas.
Le travail de Patterson est principalement pictural, mais se transforme parfois en œuvres en trois dimensions.
Il est le frère ainé du peintre Simon Patterson.